# 순항 미사일 잠수함

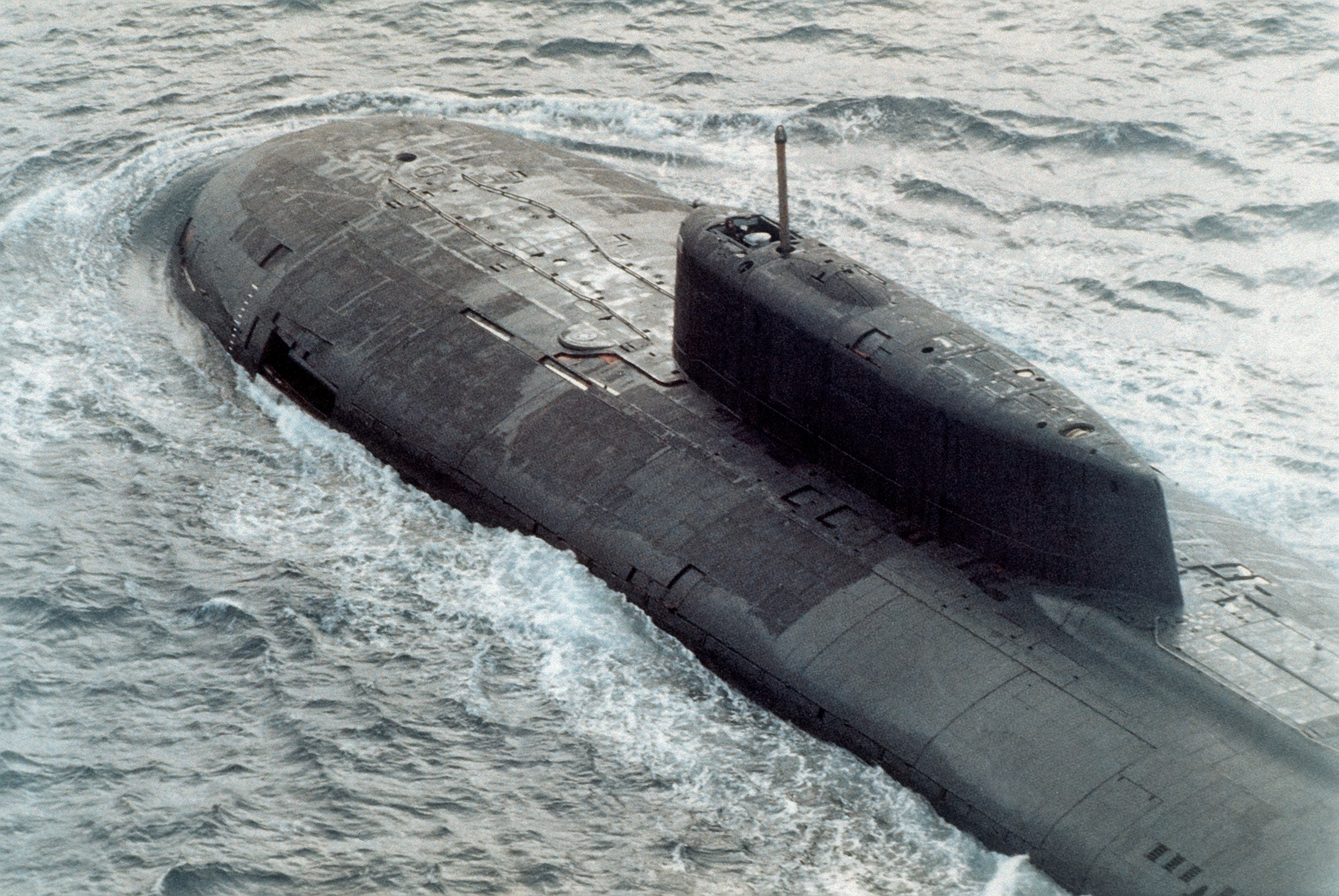
소련이 만든 러시아 해군의 프로젝트 949 안테이급 잠수함.

순항 미사일 잠수함(Cruise-missile submarine)은 순항 미사일(지상공격 순항미사일과 대함미사일로 구성된 SLCM)을 주무장으로 탑재·발사하는 잠수함이다. 미사일은 수상 전투원과 지상 목표물을 공격하는 군함의 능력을 크게 향상시킨다. 어뢰는 잠수한 잠수함에게 더 눈에 띄지 않는 옵션이지만, 미사일은 훨씬 더 긴 거리를 제공하고, 목표물에 도달하는 데 걸리는 시간을 단축할 뿐만 아니라 동시에 서로 다른 방향에서 여러 목표물과 교전할 수 있는 능력을 제공한다. 많은 순항 미사일 잠수함은 미사일에 핵탄두를 배치할 수 있는 능력을 보유하고 있지만 두 무기 시스템의 비행 특성 사이의 상당한 차이로 인해 탄도 미사일 잠수함과 구별되는 것으로 간주된다. 순항 미사일은 날개나 지느러미 같은 비행 표면을 사용하여 공기역학적으로 비행하는 반면, 탄도 미사일은 대기권을 벗어날 수 있으므로 엔진 출력만 사용한다.

## 같이 보기
- 미사일 보트